# Drop (película)
Drop (titulada: Drop: Amenaza anónima en Hispanoamérica, La Cita  en España) es una película de suspenso estadounidense de 2025 dirigida por Christopher Landon y escrita por Jillian Jacobs y Chris Roach. Está protagonizada por Meghann Fahy, Brandon Sklenar, Jeffery Self, Gabrielle Ryan Spring, Violett Beane, Jacob Robinson, y Ed Weeks.
La película fue estrenada en los Estados Unidos el 11 de abril de 2025 por Universal Pictures.

## Reparto
- Meghann Fahy como Violet Gates
- Brandon Sklenar como Henry Campbell
- Jeffery Self como Matt
- Gabrielle Ryan Spring como Cara
- Violett Beane como Jen Gates
- Jacob Robinson como Toby Gates
- Reed Diamond como Richard
- Ed Weeks como Phil
- Travis Nelson como Connor
- Sarah McCormack como Maître

## Producción
En febrero de 2024, se anunció que se estaba desarrollando una película de suspenso titulada Drop, con Christopher Landon dirigiendo y Jillian Jacobs y Chris Roach escribiendo, con Meghann Fahy en el papel principal.
En marzo, Brandon Sklenar se unió al elenco de la película. En abril, se agregaron al elenco Jeffery Self, Gabrielle Ryan Spring, Violett Beane y Jacob Robinson. El mes siguiente, Ed Weeks completó el reparto.

### Rodaje
La fotografía principal comenzó a finales de abril de 2024 en Irlanda.

## Estreno
Drop fue estrenada en los Estados Unidos el 11 de abril de 2025.